# Buddhistaüldözés
A buddhistaüldözések a buddhizmus története során különböző időben és helyen történő, egymástól független vallási alapú üldözéseket jelenti, amelyek indokolatlan letartóztatással, bebörtönzéssel, veréssel, kínzással vagy kivégzéssel, birtok vagy egyéb tulajdon elkobzásával vagy a buddhisták elleni gyűlöletkeltésre vonatkoznak.

## Az újkor előtti buddhistaüldözések

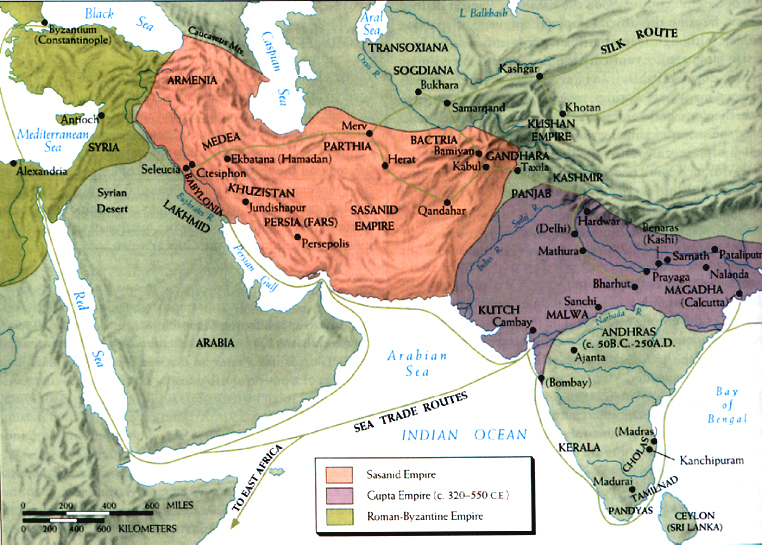
A Szászánida Birodalom (vörössel)

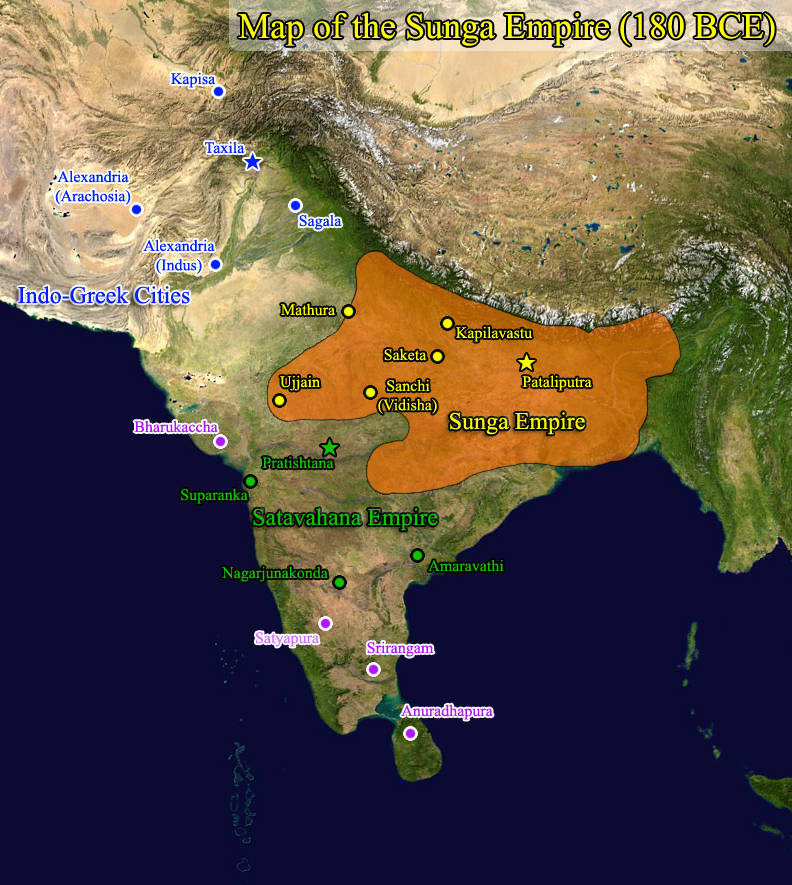
A szunga birodalom az i.e. 185 körül

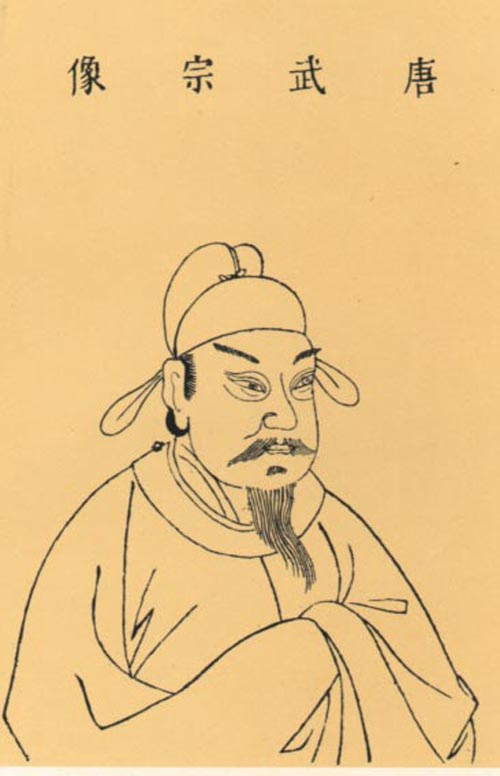
Vu-cong császár, Tang-dinasztia

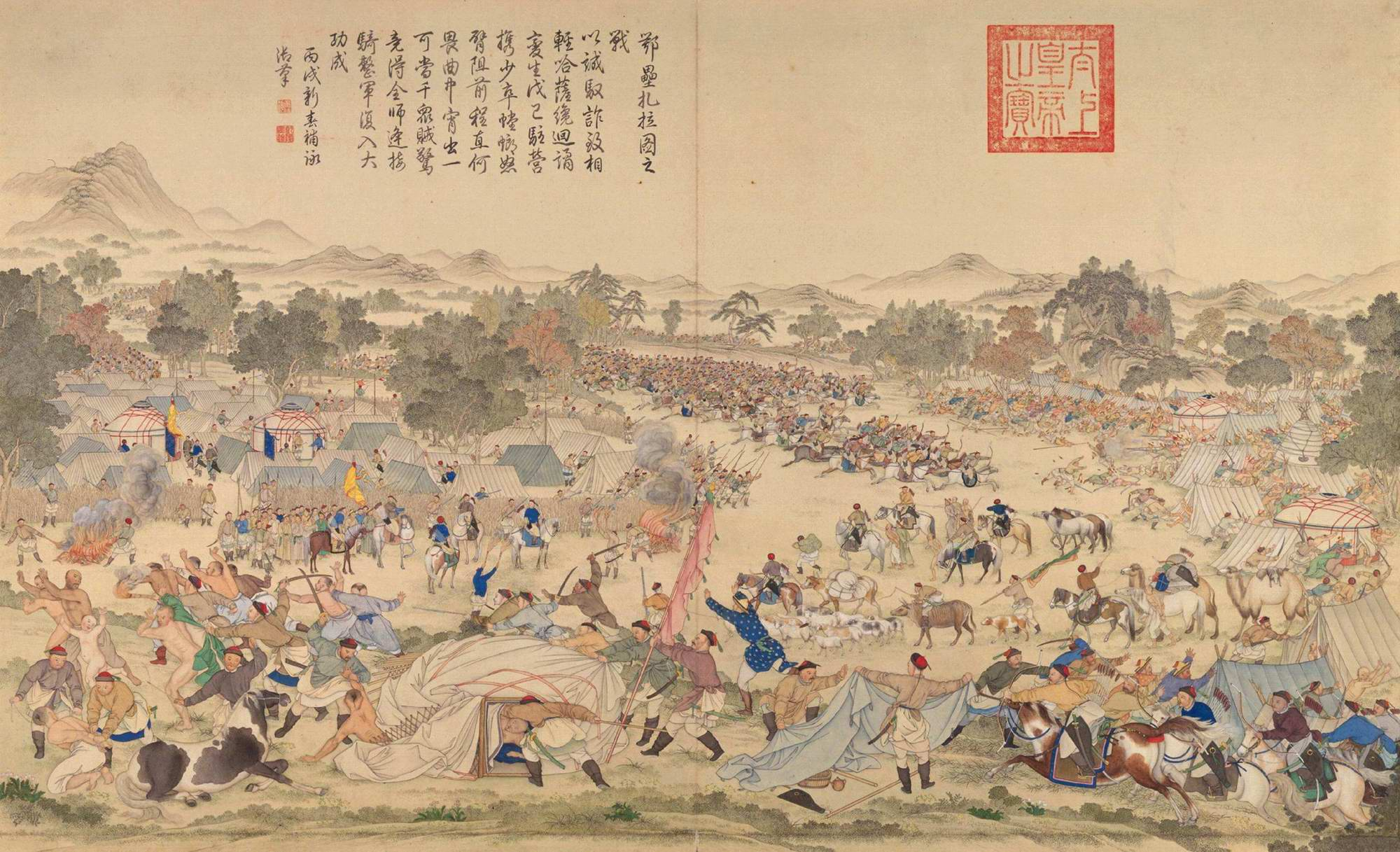
Az 1756-os Oroi-Dzsalatu csatában rengeteg dzsungár embert mészároltak le a kínai császári csapatok

### Szászánida Birodalom
224-ben a zoroasztrizmus lett a Perzsa Birodalom hivatalos vallása és más vallásokat nem tűrtek meg, amellyel megállították a buddhizmus nyugati irányú terjeszkedését. A 3. században a szászánidák lerohanták a baktriai területeket és megdöntötték a kusán uralmat. Bár a szászanidák hite a zoroasztrizmus volt, megtűrték a buddhistákat és több buddhista kolostor építésére is engedélyt adtak. Ebben a korban építették a lokottaraváda követői a  hatalmas méretű, Bámiján-völgyi Buddha-szobrokat.
A 3. század második felében egy Kirder nevű, nagy rangú zoroasztrista pap irányította az állam vallási életét. Több afganisztáni buddhista kolostor lerombolását rendelte el, ugyanis a két vallás vegyüléséből kialakuló "Buddha-Mazda" istenségre istenkáromlásként tekintett. A halála után azonban a buddhizmus újból gyorsan erőre kapott.

### Buddhistaüldözés Pusjamitra Szunga uralkodó idején
Pusjamitra Szunga (uralkodása: i.e. 185 – 151) meggyilkoltatta az utolsó maurja császárt, Brhadratát az i.e. 185-ben, majd megalapította a Szunga-dinasztiát. Az i.e. 3. század közepétől, Asóka király idején a buddhista hittérítés átterjedt a szubkontinensen túlra is. Az uralkodása után négy évszázaddal írt bizonyos buddhista szövegek, mint az Asokávadána vagy a Divjávadána említenek olyan időszakot, amelyben üldözték a buddhistákat. Ezek alapján Pusjamitra Szunga király olyan sztúpákat és vihárákat romboltatott le, amelyeket Asóka építtetett. Vérdíjat tűzött ki a buddhista szerzetesek fejére és igyekezett aláásni Asóka korábbi tevékenységeit. Ezzel szemben, egyes történészek szerint Pusjamitra Szunga nem üldözte a buddhistákat és a hagyományos beszámolókat túlzónak tekintik. Az Asokávadána legenda buddhista verziója szerint Pusjamitra megtámadta a maurjákat, amely a buddhizmus hanyatlásához vezetett. A későbbi Szunga királyok barátságosabban álltak a buddhizmushoz és hozzájárultak a bharhuti sztúpa megépítéséhez. A buddhizmus hanyatlása Indiában egészen a Gupta-dinasztiáig tartott.

### Heftaliták
A közép-ázsiai és az északnyugat-indiai buddhizmus legyengült a 6. században fehér hunok támadásai után, akiknek a vallása a tengri és a manicheizmus volt. 440. körül meghódították Szogdiát, majd Gandhárát és folyamatosan portyáztak az Indo-Gangeszi-síkságon is. Az 515-től hatalmon lévő királyuk, Mihirkula kolostorokat romboltatott le olyan távoli területekig, mint a mai Alláhábád. Az őt követő király viszont már nem folytatta tovább a rombolást.

### Tang-dinasztia
A buddhizmus fő vallásnak számított a Tang-dinasztia korában és a kolostorok adómentességet élveztek. Vu-cong császár (814-846) viszont válogatás nélküli vallásüldözésbe kezdett, amelytől azt remélte, hogy a buddhista kolostoroktól elkobzott tulajdonok által meg tudja oldani birodalma pénzügyi válságát. Buddhista szenthelyeket záratott be, elkobozta tulajdonaikat és világi életbe száműzte a szerzeteseket és az apácákat. Gazdasági okok mellett Vuzong császárt filozófiai és ideológiai okok is hajtották. Buzgó taoistaként külföldi vallásként tekintett a buddhizmusra, amely ártalmas lehet a kínai társadalomra. Igyekezett minden a zoroasztrizmuson és a manicheizmuson kívül minden más vallást kiirtani Birodalmából.

### Langdarma tibeti király
Tibet királya, Langdarma 838 és 841 között uralkodott. Úgy tartják, hogy a bon vallást követte és buddhista ellenes volt.

### Az ojrát mongolok
Az ojrátok (nyugati mongolok) felvették a tibeti buddhista vallást 1615-ben. A 17. században az orját törzsekből összeállt a dzsungár nép, amely a legutolsó nagy nomád birodalommá nőtt Ázsiában. A 18. században Csien-lung kínai császár leigázta a dzsungárokat. A hadjáratok során, 1755 és 1757 között, a dzsungárok 80%-át lemészárolták, mintegy 5-800 ezer embert.
A 17. században alapították a Kalmük Kánságot, amelynek fő vallása a tibeti buddhizmus volt, amit a közép-ázsiai dzsungáriából elvándorló ojrátok vittek magukkal a sztyeppékre, egészen a Volga torkolatáig. A 18. század folyamán bekebelezte a területet az Orosz Birodalom. Az orosz ortodox egyház nyomására sok kalmük vették fel az egyház hitét. 1770-71 telén mintegy 300 ezer kalmük kelt útra, hogy visszatérjen Kínába és újra birtokba vegyék Dzsungáriát a kínai Csing-dinasztiától. Az utazás során sokukat gyilkolták meg a történelmi ellenségeiknek számító kazakok és a kirgizek, és sokan pusztultak el éhség és fertőzések következtében. Több hónapos kimerítő utazás után az eredeti csoport egyharmada érte csak el Dzsungáriát, ahol más lehetőségük nem volt, mint megadni magukat a kínai uralkodónak.

## Katonai uralmak általi üldözés

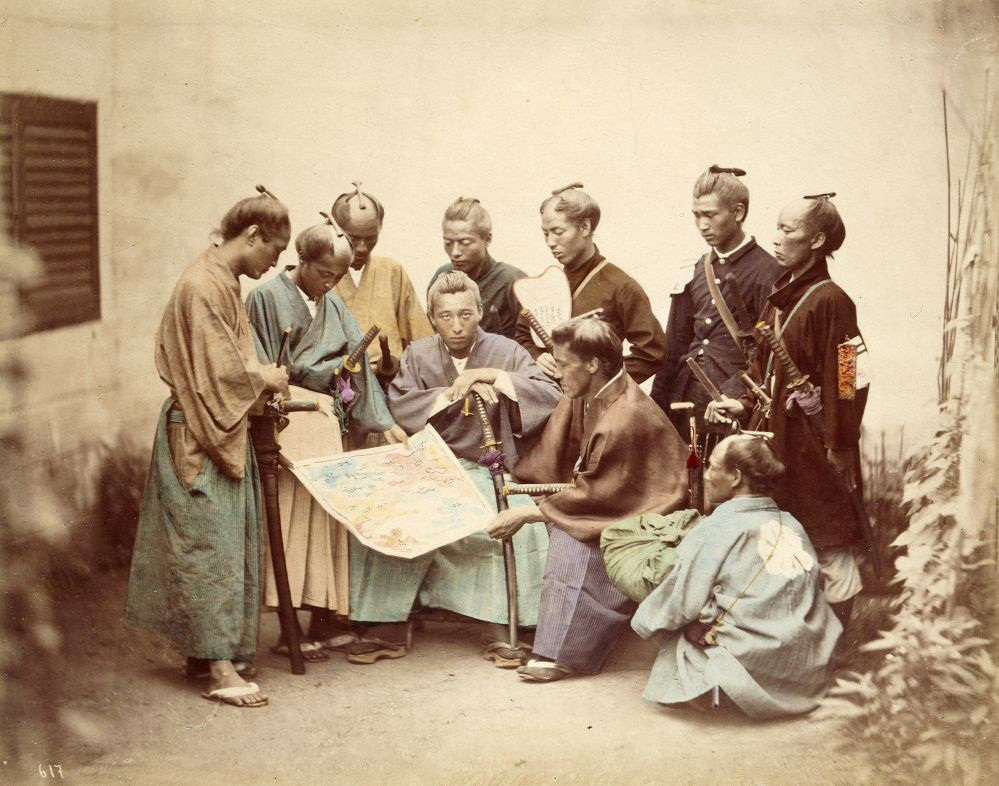
Meidzsi császár oldalán harcoló szamurájok

### Japán császárság
A Meidzsi-kor elején Japán modernizálása címén (lásd Meidzsi-restauráció) a buddhista szerzeteseket arra kényszerítették, hogy visszatérjenek a világi élethez, a buddhista tulajdonokat elkobozták, a buddhista intézményeket bezáratták, a buddhista iskolákat pedig állami irányítás alatt átszervezték. A buddhizmus állami irányítása a császári Japán politikájának része volt mind otthon, mind Koreában és a többi elfoglalt területeken.

### Üldözések Mianmarban
2007-ben Mianmar kormánya kényszerítő intézkedésekkel kísérelte meg irányítása alá vonni a buddhista intézményeket és olyan eszközökhöz nyúltak, mint a szerzetesek megszégyenítése, megkínzása és meggyilkolása. Miután a szerzetesek aktív szerepet játszottak a katonai diktatúra elleni tüntetésekben a kommunista állam erőszakot alkalmazott a buddhista szerzetesek és a kolostorok ellen.

## Üldözés nemzeti politikai pártok által

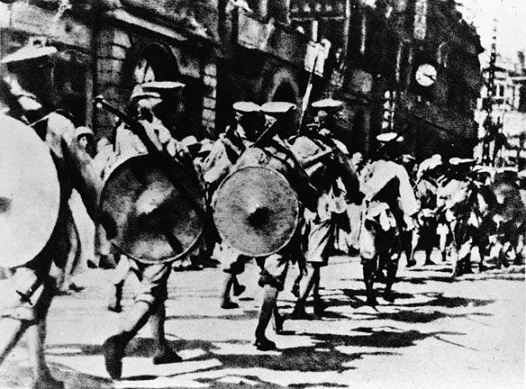
A Nemzeti Forradalmi Hadsereg hadsereg menetelése az északi hadjárat során

### Üldözések a Kínai Köztársaságban a Kuomintang párt idején
1926-ban a Kuanghszi tartományban tett, északi felfedező körútja során a Kuomintang párthoz tartozó muszlim tábornok, Paj Csong-hszi buddhista templomokat rombolt le és szent helyeket szégyenített meg. A templomokat átalakították iskolává és Kuomintang hadiszállássá. A jelentések szerint a tartomány szinte összes buddhista kolostorát ilyen módon felszámolták és a szerzeteseket eltávolították. Paj külföldi ellenes hullámot indított el Kuanghsziban. Amerikai, európai és más nemzetiségű hittérítőket támadtak meg, így az egész térség veszélyessé vált külföldiek számára, akiket mind imperialista ügynöknek véltek. A mozgalmuk három jellemzője a külföldi-ellenesség, az anti-imperializmus és a vallásellenesség volt.
Ma Pufang tábornok rengeteg tibeti buddhista kolostort romboltatott le Kuomintang támogatással. Ma a Nemzeti Forradalmi Hadsereg tábornokaként igyekezett kiterjeszteni a Kínai Köztársaság területét és lehetőségeket keresett arra, hogy esetleg Tibetet is újra kínai fennhatóság alá vonja. Amikor Ma Pufang hét expedíciót küldött a tibeti Golog területére, több ezer tibeti embert mészárolt le a hadserege.

## Üldözés keresztények által

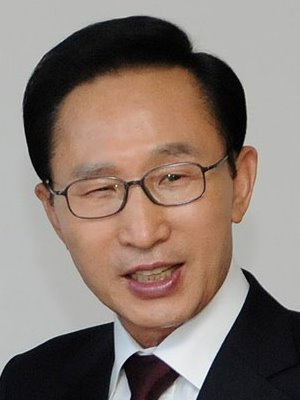
I Mjongbak, Dél-Korea elnöke

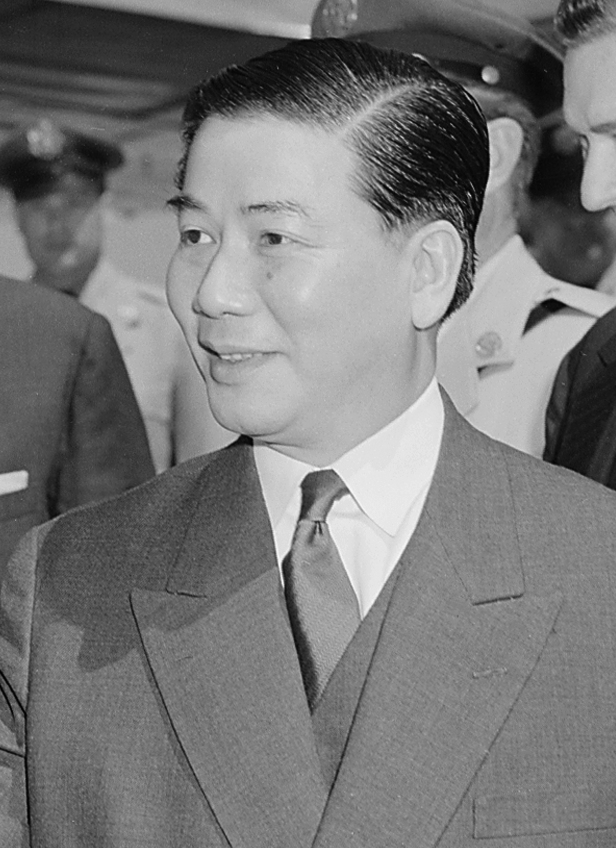
Ngô Đình Diệm, Dél-Vietnám miniszterelnöke 1957-ben

### Dél-Korea
Egyes dél-koreai buddhista elítéli az általuk megkülönböztető intézkedésnek tartott intézkedéseket, amelyeket I Mjongbak dél-koreai elnök ellenük és a vallásuk ellen eszközölt. Ezt azzal magyarázták, hogy I Mjongbak a szöuli Szomang presbiteriánus egyház tagja. A Dzsogye buddhista rend azzal vádolta I Mjongbak kormányát, hogy diszkriminálta a buddhistákat a keresztények javára úgy, hogy a buddhista templomokat mellőzte, míg a keresztény templomokat feltüntette bizonyos nyilvános dokumentumokban. 2006-ban az Asia Times szerint "Lee videóüzenetet küldött egy keresztény gyülekezetnek, amelyben tüzesen imádkozott, hogy 'Uram add, hogy a buddhista templomok összedőljenek ebben az országban!'" A Buddhist-Christian Studies egyik cikke szerint az 1990-es években nagyszámú dél-koreai buddhista templomot pusztítottak vagy gyújtottak fel félrevezetett keresztény fundamentalisták. 2000 után egyre gyakrabban támadtak bálványnak kikiáltott buddhista szobrokra Jézus nevében."

### Srí Lanka
Srí Lankán a brit gyarmati uralom idején a keresztények pozitív megkülönböztetésben részesültek a munkavállalás és a promóciók területén.
Robert Inglis, 19. századi brit konzervatív, egy 1852-es parlamenti vitában bálványimádónak nevezte a buddhizmust. A Srí Lanka-i polgárháború idején a buddhistákat sok terrortámadás érte a Tamil Ílam Felszabadító tigrisei szervezet által.

### Vietnám
1953-ban láttak először napvilágot buddhisták elleni diszkriminációval kapcsolatos hírek Vietnámban. Eszerint a franciák által felfegyverkezett katolikus vietnámiak támadtak helyi falvakra. 1961-ben az amerikai és az ausztrál sajtó a vietnámi pagodák bombázásairól számolt be.
Miután az Egyesült Államok által támogatott, katolikus Ngô Đình Diệm vette át Dél-Vietnámban a hatalmat a katolikus vallásnak kedvezett annak ellenére, hogy az ország lakosságának 80%-a buddhista. A magas rangú pozíciókra – a hadseregben és a polgári életben egyaránt – keresztény vallású embereket helyezett és hamarosan a 123 fős Nemzeti Gyűlés fele is már katolikussá vált. Arra kényszerítették a buddhistákat, hogy különleges engedélyre legyen szükségük a nagyobb gyűlések megtartásához, pedig az ilyen jellegű megszorító intézkedések csak a kereskedelmi uniók gyűléseire vonatkoztak. 1963 májusában a kormány betiltotta a buddhista zászlók használatát vészák ünnepnapon. Az ezt követő összetűzések során a kormánycsapatok 9 buddhista tüntetőt öltek meg. A tüntetés során Thích Quảng Đức, buddhista szerzetes tiltakozásul felgyújtotta saját magát Ho Si Minh-városban. Az augusztus 21-ei Hszá Lợi pagoda elleni rajtaütéses támadás során több százra becsülték az áldozatok számát.

## Hinduk általi üldözés

### India
A legkorábbi indiai buddhistaüldözést Pusjamitra Szunga uralkodó rendelte el az i.e. 2. században.
Hiuen-cang, amikor 629 és 645 között Indiába látogatott, leírta a dél-indiai brahmin királynő férjére gyakorolt hatását, aki elrendelte több ezer buddhista kivégzését. Maduráj városában egyedül több mint 8000 főt öltek meg.
S. R. Goyal történész annak tulajdonítja a buddhizmus eltűnését Indiából, hogy a brahmanok ellenségesek voltak ezzel a vallással szemben. A gyakran emlegetett incidensek közé tartozik a saivista Sasanka király általi Bódhifa és más buddhista szobrok lerombolása, a Pusjamitra Szunga király-féle szútra-égetések, sztúpák lerombolása és a szerzetesek lemészárlása. Ide sorolható még a Takszila elleni huna támadás és Mihirakula király buddhista szerzetesekkel szembeni üldözése. Ezeket leszámítva a buddhizmus és a hinduizmus közös történetére a békés együttélés volt a jellemző.

### Nepál
A buddhista szerzetesek elűzése Nepálból a kormány egyik kampányának a részét képezte, amely a feléledő théraváda buddhizmus elnyomását célozta a 20. század elején. Két alkalommal deportálták a szerzeteseket Katmanduból, 1926-ban és 1944-ben.
A 14. század óta ezek a szerzetesek voltak az első szerzetesi csoportok a himalájai országban. A théraváda buddhizmus felélesztésén tevékenykedtek a buddhisták, amely több mint ötszáz évvel azelőtt tűnt el Nepál területéről. A Rana uralom nem engedélyezte a buddhizmust és a nevar embereknek tilos volt saját anyanyelvüket használni. A többségében nevar nemzetiségű szerzetesek a bántalmazások és bebörtönzések ellenére folytatták ellenállásukat. A hatóság végül deportálással oldotta meg az ügyet. A szerzetesek ellen olyan vádakat vonultattak fel, hogy azok új hitet tanítanak és áttérítik a hindu lakosságot, arra biztatják a nőket, hogy hagyják hátra a világi életet és ne szüljenek gyermeket, valamint nevar nyelven írtak könyveket.

## Muszlimok általi üldözés

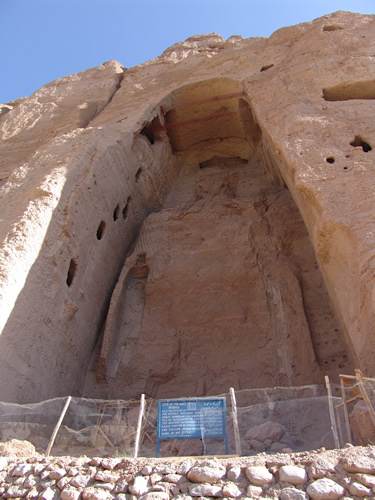
A kisebbik szobor helyszíne 2005-ben

### Afganisztán
2001-ben nemzetközi felháborodást okozott, hogy talibán fundamentalisták lerombolták az óriási Bámiján-völgyi Buddha-szobrokat, a gandhárai művészet legszebb alkotásait. Mohammed Omar adta ki a parancsot, hogy a Kabultól 230 km-re, 2500 méteres tengerszint feletti magasságban található bálványokat el kell pusztítani.

### Banglades
Egy 25 ezres felvadult tömeg nyitott tüzet legalább öt buddhista templomra és otthonokra Rámu upadzselában és környékén, miután egy helyi buddhista, Uttam Baruna a Facebook-oldalán posztolt egy képet, amely felzaklatott egy helyi muszlim lakost. A szervezett támadások során több templomot is felgyújtottak és vallásos rigmusokat kántált a felbőszült tömeg.

### India
A buddhista újjáéledési mozgalom több ismert személye, többek között Anagarika Dharmapala és az 1890-es években indult mahábódhi mozgalom tagjai, a muszlim uralmat tartotta felelősnek a buddhizmus Indiából történő teljes kipusztulásáért.
1193-ban Qutb-ud-din Aybak török parancsnok vette át a hatalmat Delhi városa felett, így védtelenné vált az északkeleti területek, amelyek a buddhista India szívének számított. A muszlim erők szinte teljesen lerombolták a történelmi Buddha megvilágosodásának helyszínét, a Mahábódhi templomot. Qutb-ud-Din egyik tábornoka, Ikhtiar Uddin Muhammad Bin Bakhtiyar Khilji, elfoglalta Magadha és elpusztította a hatalmas buddhista szenthelyeket a történelmi fontosságú Nálanda városában. Khilji uralma alatt a buddhizmus jelentős mértékben visszaesett Magadha területén.
Timur Lenk mongol fejedelem olyan területeket hódított meg, ahol virágzott a buddhizmus és rengeteg buddhista létesítményt zúztak szét a csapatai.
A mogul uralom is hozzájárult a buddhizmus hanyatlásához. A beszámolók szerint rengeteg hindu templomot és buddhista szenthelyet romboltak le és számtalan hindu épületet alakítottak át muszlim szenthellyé vagy mecsetté. A mogul uralkodók, például Aurangzeb, buddhista templomokat és kolostorokat rombolt le és helyükre mecseteket emeltetett.
A ladaki buddhista szövetség beszámolója szerint szervezett és erőszakos hittérítést folytatnak iszlám szervezetek. Az elmúlt négy évben egy helybéli faluban ötven lányt és házas asszonyt téríttettek át az iszlámra. Félnek, hogy ilyen módon teljesen eltűnhet a buddhizmus Kargilból a következő két évtizedben.
Per Will Durant szerint India muszlim lerohanása valószínűleg a történelem egyik legvéresebb időszaka volt.

### Mianmar
Mianmarban (Burma) a hosszú múltra visszatekintő erőszak és feszültség újra fellobbant 2012 május 28-án. A jelentések szerint U Hla Tin lányát brutális módon megerőszakolta és megölte három muszlim ember, akiket később letartóztattak.
2013. március 20-án reggel 9-kor U Khin Maung Win és Daw Aye Aye Naing came a muszlim tulajdonú Weint Sein arany-ékszerboltban szerették volna eladni az arany fésűjüket. Az üzlettulajdonos és nővére felképelte a vásárlókat, majd további rokonokkal és ismerősökkel kiegészülve botokkal estek a két vevőnek. Közben azt kiabálták, hogy a buddhista pár megpróbálta kirabolni az üzletüket.
Ugyanazon a napon a felbőszült muszlimok egy motoron közlekedő buddhista szerzetesre csaptak le karddal, mély sebet ütve a szerencsétlen ember bal füle mellett. Levetkőztették és elvonszolták egy közeli mecsetbe, ahol savat és olajat öntöttek rá és élve elégették. 2013 május 30-án Malajziában burmai buddhista vendégmunkásokat fejeztek le bengáli muszlimok.

### Thaiföld
A többségében buddhista Thaiföld déli részén muszlim felkelők támadtak a helyi buddhistákra, amely során embereket is fejeztek le és az egyházi embereket és tanítókat gyakran fenyegették meg életveszélyesen. Ezeken a területeken gyakran lttek le buddhistákat, illetve bomba és más támadások értek vallási épületeket.

## Üldözés a kommunizmus alatt

### Kambodzsa a Khmer uralom idején
A Vörös Khmer aktívan üldözte a buddhistákat 1975 és 1979 között. A buddhista intézményeket és templomokat kegyetlenül lerombolták és óriási számú szerzetest gyilkoltak meg. Az ország kolostorainak egyharmadát rombolták le, valamint vallási szövegeket és művészetileg értékes műtárgyakat semmisítettek meg. Ez idő alatt 25 ezer buddhista szerzetest végeztek ki. Amiatt üldözték a buddhistákat, mert Pol Pot úgy vélte, hogy a buddhizmus "egy dekadens szenvelgés". Igyekeztek kiirtani Kambodzsa mintegy 1500 éves buddhista örökségét.

### Kína
A kínai kommunista forradalom után előfordult, hogy megszorító intézkedésekkel sújtották a buddhizmust vagy állami irányítás alá került. A kulturális forradalom idején aktívan üldözték a buddhistákat, akiket azután átképző táborokba vittek. A templomokat, szobrokat és vallásos szövegeket elpusztították. Az elmúlt években a buddhizmus újra virágzásnak indult az országban, azonban a legtöbb buddhista intézmény továbbra is állami kezekben van.

#### Tibet
Annak ellenére, hogy a kulturális forradalom után sok templomot és kolostort helyreállítottak Tibetben, a buddhista intézmények ugyanúgy a Kínai Népköztársaság államszervezetéhez tartoznak. Az emberi jogokat képviselő csoportok beszámolói szerint a buddhista szerzeteseket és apácákat megkínozták és megölték a kínai hadsereg emberei. A több mint hatezer tibeti kolostort kifosztották és elpusztították a kínai kommunisták – főleg a kulturális forradalom idején.

### Mongólia
Mongóliában a kommunista uralom idején egészen 1990-ig üldözték a buddhista szerzeteseket. Horlógín Csojbalszan mongol államférfi Sztálin parancsára lerombolta Mongólia összes (több mint 700) kolostorát és ezreket gyilkolt le.

### Észak-Korea
Észak-Koreában szigorúan tilosak a vallási gyakorlatok. Ennek ellenére egyes hírforrások szerint a buddhizmust még mindig valamivel jobban tolerálja a kommunista vezetés, mint más vallásokat – főleg a kereszténységet.

### Szovjetunió
A Szovjetunióban a hatóságok üldözték és lenézték a buddhistákat, akikkel szemben brutálisan léptek fel.

### Vietnám
A kommunista uralom buddhista-gyűlölete ellenére a mai napig széles körben gyakorolják a buddhizmust Vietnámban. Emberi jogi szervezetek szerint Vietnámban továbbra is szisztematikusan bebörtönözik a buddhistákat és más vallások követőit egyaránt. A buddhista vallási vezetők évtizedekig tartó börtönbüntetést kaptak – például Thích Huyền Quang és Thích Quảng Độ.